# Rudi Strahl
 (juillet 2016).
Rudi Strahl, né le 14 septembre 1931 et mort le 4 mai 2001, est un dramaturge, romancier et parolier allemand. Il est un des dramaturges de théâtre les plus joué de la RDA.

## Vie et travail
En tant que fils d'un serrurier, il a migré en 1948 en zone d'occupation soviétique. Sa mère s'appelait Emilie Anna L. Strahl (1902-1981), son père était Rudolf Strahl (1900-1944). Depuis 1950, il a servi dans la Volkspolizei, plus tard dans la Kasernierte Volkspolizei et était élève-officier. Au terme de son service militaire qui a duré huit ans, lors de son départ à la retraite dans l'année 1959, il était lieutenant de la NVA. Au cours de sa durée de service, il a été employé de la maison d'édition du Ministère de la Défense Nationale. En 1956 il épouse Alice Strahl, avec qui il a eu deux fils, Bob Strahl (1959-1997) écrivain, et Stefan Strahl (né en 1969), qui fait de la musique. Ses deux frères ont été Harry Strahl (1924-1945(?) et Manfred Strahl (1940-2000).
En 1955, il publie avec Sturm auf Stollberg son premier récit. En 1957/58, il a visité l' Institut de Littérature de l' "Johannes R. Becher". À partir de 1959 et jusqu'en 1961, il a été rédacteur en chef de la revue satirique "Eulenspiegel". Par la suite, il a travaillé à Berlin en tant que pigiste. En 1973, il est devenu un membre de la Deutscher Schriftstellerverband et fait partie de son présidium depuis 1978. En 1980, il rejoint le centre PEN de la RDA. Sa tombe est située dans le cimetière de Dorotheenstadt de Berlin
Ses livres ont atteint un tirage total d'environ 4,6 millions d'exemplaires, ses pièces de théâtre avait plus de 560 mises en scène. Les œuvres de Rudi Strahl ont été traduites en 26 langues. Il écrit de nombreux films et drames pour la télévision. Aussi son  livre Du und ich und Klein-Paris qui peut se traduire par "Vous et moi et Petit-Paris), publié par Verlag Neues Leben de Berlin, a été tourné en 1970 par le DEFA. Sa pièce Er ist wieder da (Il est à nouveau de retour) est basée sur une adaptation originale de Peter Hack avec le titre Barby. 

## Prix
- Children's book award (1961)
- Lessing Prix de la RDA (1974)
- Goethe Prix de la Ville de Berlin (1977)
- Patriotique de l'Ordre du Mérite en bronze (1978)
- Prix National de la RDA (1980)
- Prix de l'état Populaire, de Pièces de Théâtre de l'état de Bade-Wurtemberg

## Œuvres sélectionnées
Drames
- En Sachen Adam und Eva (1969)
- Nochmal ein Ding drehen (1971)
- Der Krösus von Wolkenau (1971)
- Keine Leute, keine Leute (1973)
- Ein irrer Duft von frischem Uhe (1975)
- Arno Prinz von Wolkenstein oder Kader entscheiden alles (1979)
- Er ist wieder da (1980)
- Vor aller Augen (1983)
- Es war die Lerche (1990)
- Ein seltsamer Heiliger oder ein irrer Duft von Bibernell (1995)

Scripts
- Der Reserveheld (1965)
- Mains vers le Haut ou je vais Tirer (1966/2009)
- Meine Freundin Sybille (1967)
- Wir lassen uns scheiden (1968, scénario)
- Seine Hoheit – Genosse Prinz (1969)
- Robinson für eine Nacht (1970, la télévision)
- Du und ich und Klein-Paris (1971)
- Ein irrer Duft von frischem Uhe (1977)

Livres pour enfants
- Sandmännchen auf der Leuchtturminsel (Sandmännchen sur l'île de phare) avec des illustrations de Eberhard Binder (1963)
- Robinson im Müggelwald (Robinson dans la Müggelwald) avec des illustrations de Eberhard Liant (1969)

Satires
- Aufs Heureux à la Fin de l'ist kein Verlaß avec des illustrations de Werner Klemke (1966)
- Mensch Von zu Mensch. Ein buntes Sammelsurium dans Versen und in Prosa avec des illustrations de Karl-Georg Hirsch (1969)
- Menschen, Masken, Mimen dans kleiner Prosa, Vers Szene und (1984)